# Lythrypnus solanensis
Lythrypnus solanensis är en fiskart som beskrevs av Acero P., 1981. Lythrypnus solanensis ingår i släktet Lythrypnus och familjen smörbultsfiskar. IUCN kategoriserar arten globalt som otillräckligt studerad. Inga underarter finns listade i Catalogue of Life.